# Georges Belaubre
Georges Belaubre (* 17. Januar 1944 in Villefranche-sur-Saône) ist ein ehemaliger französischer Triathlet. 

## Werdegang
Georges Belaubre startete in den 1980er Jahren bei seinen ersten Triathlons und er ist einer der Triathlon-Pioniere in Frankreich.
1985 wurde er als 41-Jähriger der erste französische Staatsmeister auf der Triathlon-Kurzdistanz (1,5 km Schwimmen, 40 km Radfahren und 10 km Laufen). 
In den Jahren 1984, 1985 und 1986 wurde er dreimal Triathlon-Weltmeister in der Altersklasse 40–44.
Er lebt in Poissy und hat zwei Kinder. Auch sein Sohn Frédéric (* 1980) war bis 2016 als Triathlet aktiv.

## Veröffentlichungen
- Georges Belaubre, Pierre Fournier: Le triathlon (französisch), Verlag Amphora, 2000. ISBN 978-2851801210

## Sportliche Erfolge
| Datum/Jahr    | Rang | Wettbewerb                           | Austragungsort       | Zeit     | Bemerkung                                                |
| ------------- | ---- | ------------------------------------ | -------------------- | -------- | -------------------------------------------------------- |
| 27. Juli 1985 | 22   | ETU Triathlon European Championships | Immenstadt           | 02:46:22 | Triathlon-Europameisterschaft beim Allgäu Triathlon      |
| 1985          | 1    | FRA Triathlon National Championships | La Grande-Motte      |          | Sieger der Erstaustragung einer nationalen Meisterschaft |
| 8. Mai 1984   | 1    | Triathlon des Mureaux                | Département Yvelines |          | [ 3 ]                                                    |

| Datum/Jahr    | Rang | Wettbewerb                                           | Austragungsort | Zeit     | Bemerkung                                 |
| ------------- | ---- | ---------------------------------------------------- | -------------- | -------- | ----------------------------------------- |
| 21. Juni 1986 | 21   | ETU Middle Distance Triathlon European Championships | Brasschaat     | 04:13:08 | Europameisterschaft auf der Mitteldistanz |

(DNF – Did Not Finish)